# Artur Reis
Artur de Oliveira Reis, conhecido como Artur Gavião (Lagarto, 27 de agosto de 1926 — Aracaju, 14 de agosto de 2021), foi um político brasileiro. Foi deputado estadual na década de 1980 e prefeito de Lagarto entre 1982-1988. Posteriormente, retornou a Assembleia Legislativa de Sergipe, onde permaneceu até 31 de janeiro de 2003.

## Biografia
Patriarca da família Reis e fundador de um dos mais tradicionais grupos políticos do estado de Sergipe, Artur de Oliveira Reis (Artur Gavião como é conhecido) nasceu no dia 27 de agosto de 1926 no Povoado Gavião na cidade de Lagarto. Em sua família tem políticos como o ex-prefeito e ex-deputado Jerônimo Reis, o ex-deputado Sérgio Reis, do deputado federal Fábio Reis e da deputada estadual Goretti Reis. 
Entre seus feitos políticos estão a construção do Colégio Frei Cristóvão de Santo Hilário, construções de várias igrejas nos povoados e na sede do município, construção da Barragem Dionísio de Araújo Machado com parceira do então governador João Alves Filho. 
Artur não atuava mais na política desde 2003 em virtude do avançar da idade, porém na eleição para prefeito em 2013, o Gavião participava de comícios do então candidato Lila Fraga, vencedor do pleito.

## Morte
Morreu em Aracaju, na manhã do dia 14 de agosto de 2021, aos 94 anos, de causas naturais.